# جورج بادن
جورج بادن (بالفرنسية: Georges Badin)‏ (و. 1927 – 2014 م) هو رسام، وشاعر، وكاتب فرنسي، ولد في سيرت، توفي في سيرت، عن عمر يناهز 87 عاماً.